# Icône de Mani
 (novembre 2021).
La mise en forme du texte ne suit pas les recommandations de Wikipédia : il faut le « wikifier ».
Les points d'amélioration suivants sont les cas les plus fréquents. Le détail des points à revoir est peut-être précisé sur la page de discussion.
- Les titres sont pré-formatés par le logiciel. Ils ne sont ni en capitales, ni en gras.
- Le texte ne doit pas être écrit en capitales (les noms de famille non plus), ni en gras, ni en italique, ni en « petit »…
- Le gras n'est utilisé que pour surligner le titre de l'article dans l'introduction, une seule fois.
- L'italique est rarement utilisé : mots en langue étrangère, titres d'œuvres, noms de bateaux, etc.
- Les citations ne sont pas en italique mais en corps de texte normal. Elles sont entourées par des guillemets français : « et ».
- Les listes à puces sont à éviter, des paragraphes rédigés étant largement préférés. Les tableaux sont à réserver à la présentation de données structurées (résultats, etc.).
- Les appels de note de bas de page (petits chiffres en exposant, introduits par l'outil «  Source ») sont à placer entre la fin de phrase et le point final[comme ça].
- Les liens internes (vers d'autres articles de Wikipédia) sont à choisir avec parcimonie. Créez des liens vers des articles approfondissant le sujet. Les termes génériques sans rapport avec le sujet sont à éviter, ainsi que les répétitions de liens vers un même terme.
- Les liens externes sont à placer uniquement dans une section « Liens externes », à la fin de l'article. Ces liens sont à choisir avec parcimonie suivant les règles définies. Si un lien sert de source à l'article, son insertion dans le texte est à faire par les notes de bas de page.
- La présentation des références doit suivre les conventions bibliographiques. Il est recommandé d'utiliser les modèles {{Ouvrage}}, {{Chapitre}}, {{Article}}, {{Lien web}} et/ou {{Bibliographie}}. Le mode d'édition visuel peut mettre en forme automatiquement les références.
- Insérer une infobox (cadre d'informations à droite) n'est pas obligatoire pour parachever la mise en page.

Pour une aide détaillée, merci de consulter Aide:Wikification.
Si vous pensez que ces points ont été résolus, vous pouvez retirer ce bandeau et améliorer la mise en forme d'un autre article.

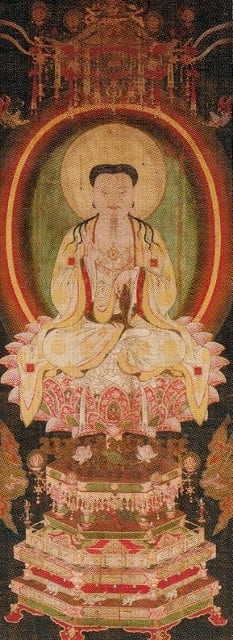
LIcône de Mani.

L'Icône de Mani (マニ像, Mani-zō, littéralement « Icône de Mani ») est un rouleau de peinture sur soie de la période Yuan ou Ming, de la région côtière du sud de la Chine, représentant Mani. Le portrait du fondateur Mani a été complètement sinisé .

## Processus de découverte
La photo en noir et blanc de ce tableau a été publiée à l'origine dans le périodique japonais d'art oriental "Guo Hua" de 1937, mais ne donnait pas l'emplacement de la collection ni d'autres informations pertinentes. Selon les recherches de l'historienne hongroise de l'art religieux asiatique Zsuzsanna Gulácsi, le tableau présente des caractéristiques similaires à la statue de Mani décrite dans le "Sermon sur l'enseignement du salut de Mani". Il devrait s'agir d'une icône utilisée par les Manichae du sud de la Chine pour leur culte religieux. À l'origine, il n'a pas été possible de vérifier la source, de sorte que l'on pense généralement qu'elle a été perdue pendant la Seconde Guerre mondiale. Cependant, le professeur de linguistique documentaire Yoshida de l'Université de Kyoto a découvert l'œuvre originale de "Icône de Mani" au Musée d'art Fujita à Osaka, au Japon, en 2019. Plus tard, la peinture a été exposée à l'"Exposition du trésor national n° du musée Fujita" au musée national de Nara. "En exposition publique.

## Galerie

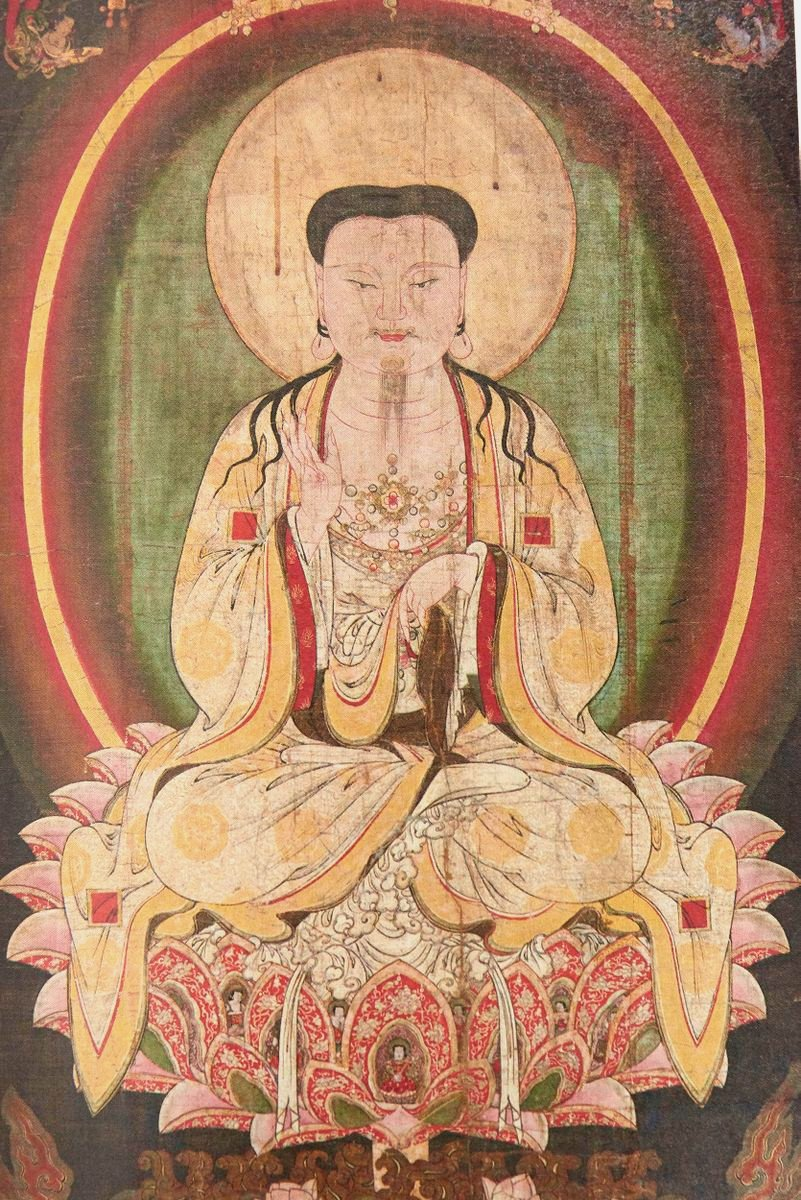
Détails de l'image principale de la peinture originale
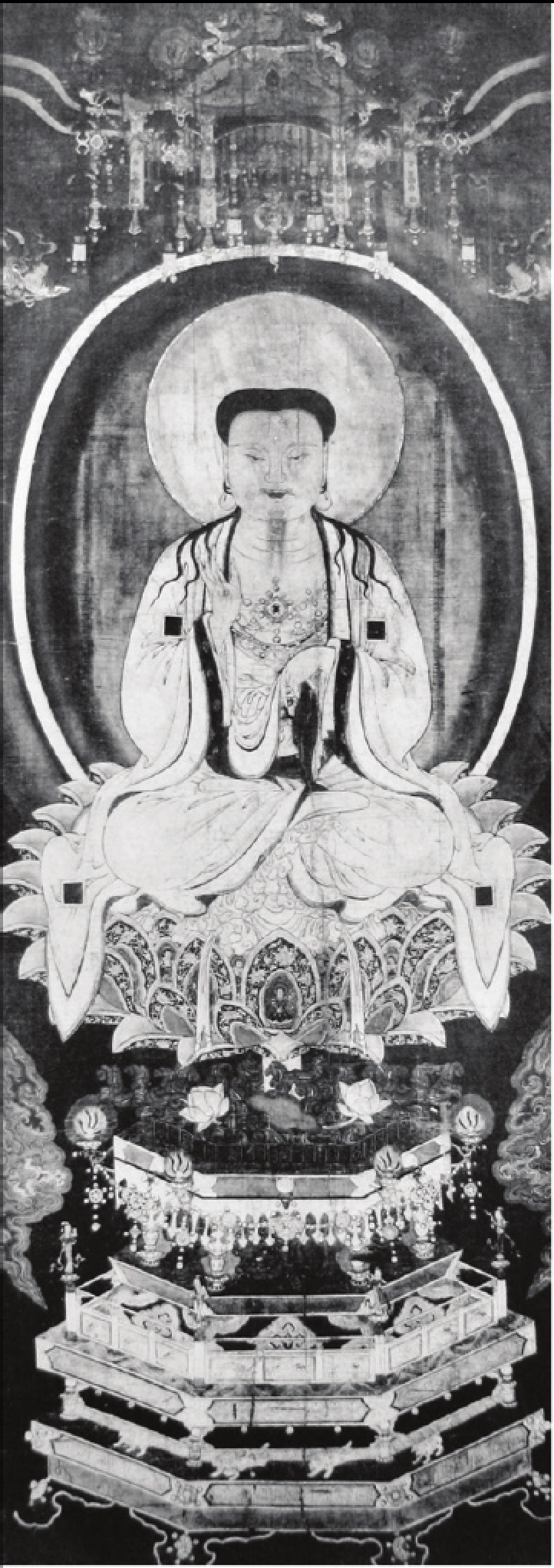
Photos en noir et blanc publiées sur "Guo Hua"
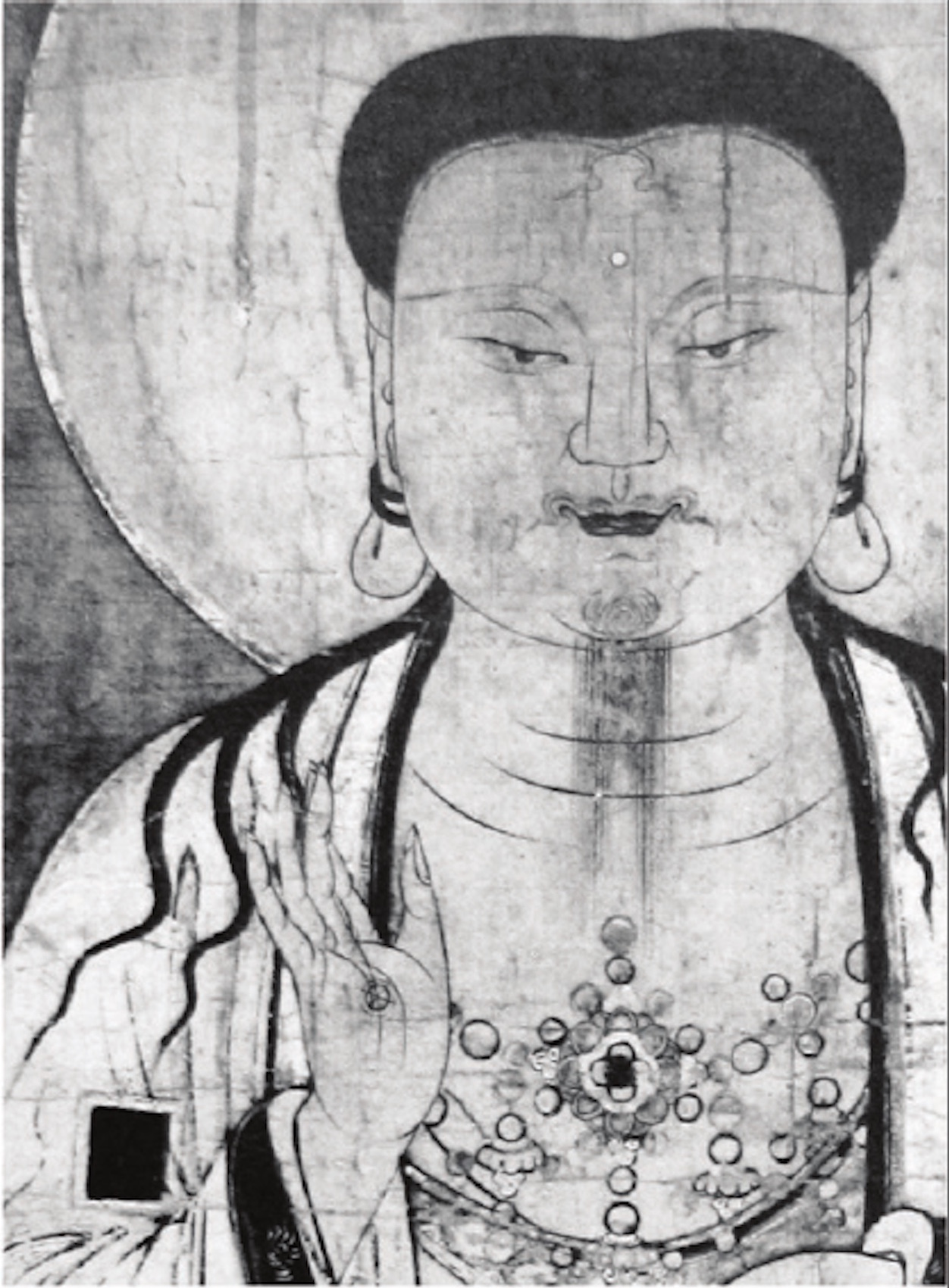
Détails de l'image principale : la bague bijou portée sur la poitrine, le motif carré noir sur la robe blanche
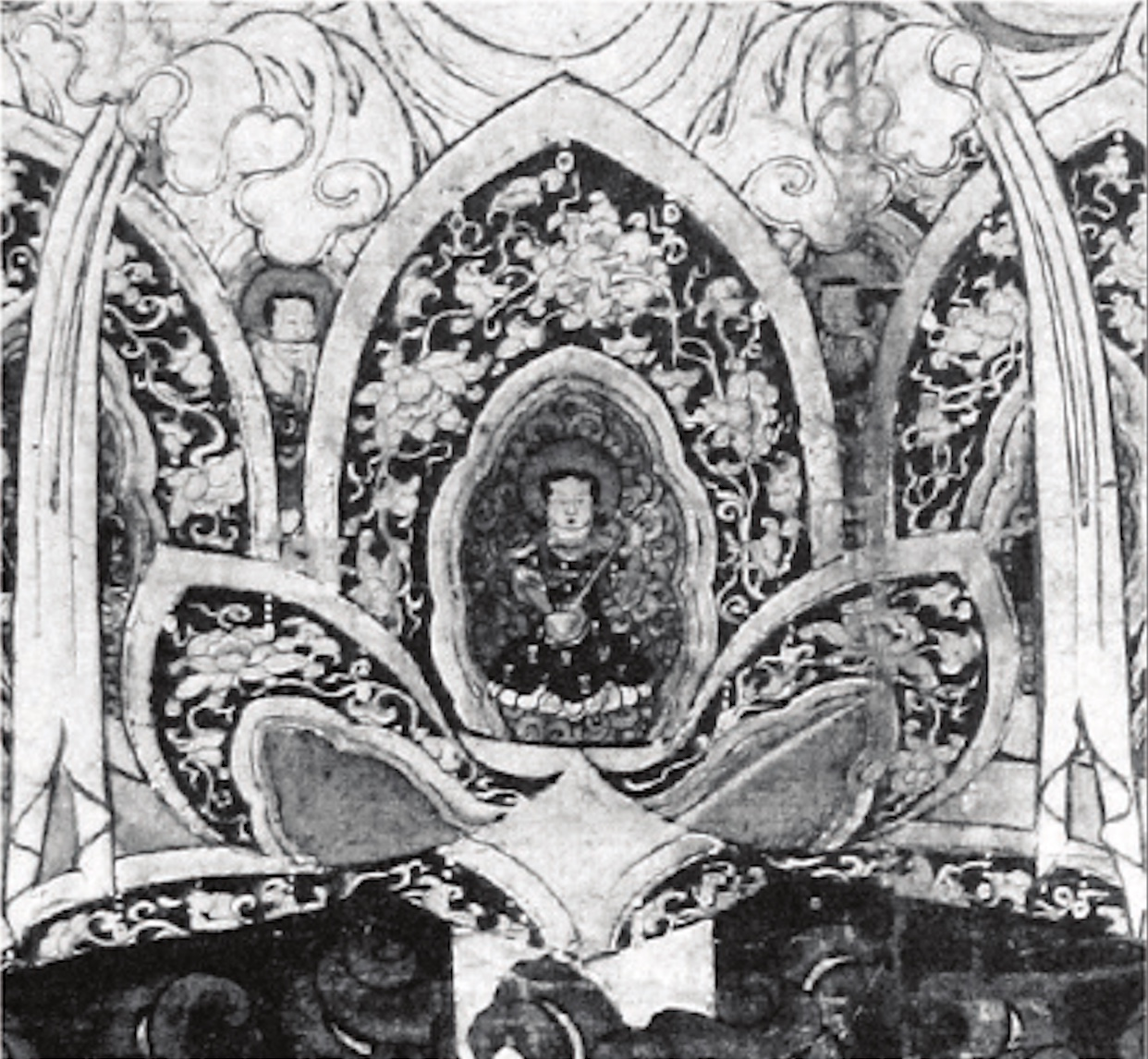
Détails Lianhuatai: la performance du mani Lotte, on peut voir que son costume a aussi le style des régions occidentales

Comparaison avec la statue "Bouddha de Lumière"
Le tableau de comparaison réalisé par Zsuzsanna Gulácsi compare les détails de la peinture avec la statue de Mani dans "Icône de Mani" et la statue "Bouddha de lumière" de Mani à Cao'an à Quanzhou.

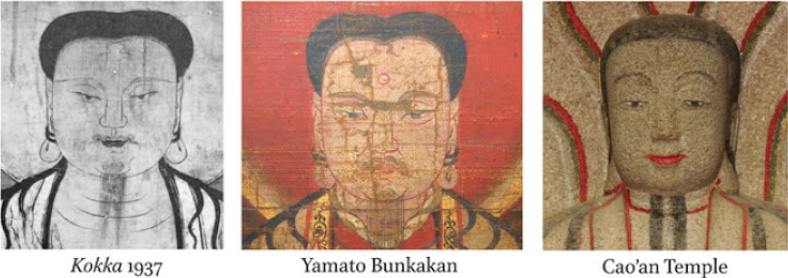
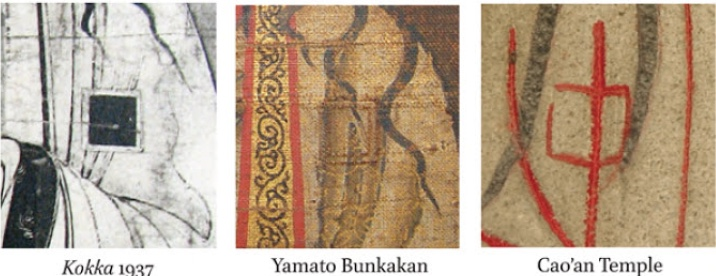
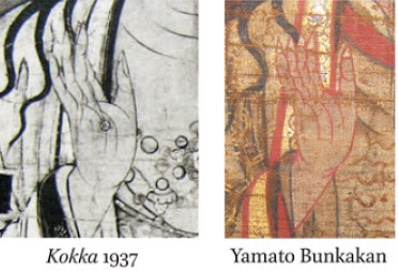
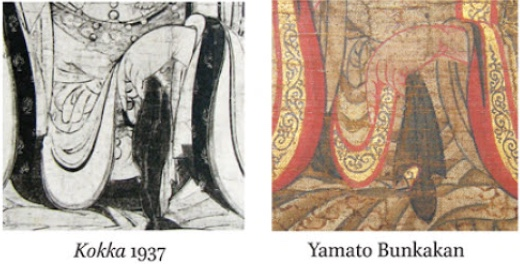

## Excursus

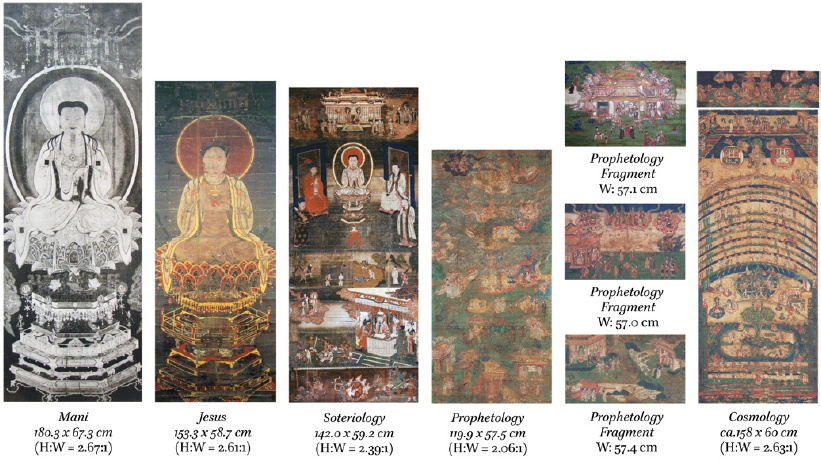
Huit Atlas de peinture sur soie

Huit rouleaux de soie suspendus avec des images didactiques manichéennes du sud de la Chine entre le XIIe siècle et le XVe siècle, qui peuvent être divisés en quatre catégories :
Deux portraits uniques (représentant Mani et Jésus)
- Icône de Mani
- Peinture manichéenne du Bouddha Jésus

Un rouleau illustrant la théorie du salut ( Soteriology )
- Sermon sur l'enseignement du salut de Mani

Quatre rouleaux représentant la prophétologie ( Prophetology )
- Les parents de Mani (en)
- Naissance de Mani (en)
- Épisodes du travail missionnaire de Mani (en)
- Création de la communauté de Mani (en)

Un rouleau représentant la cosmologie ( Cosmology )
- Diagramme de l'univers